# Ator l'invincibile 2
Ator l'invincibile 2 (in Engelstalige landen uitgebracht onder de titels Ator the Invincible, The Blade Master, Ator, the Blade Master, Cave Dwellers, en The Return) is een Italiaanse film uit 1983. De film werd geregisseerd en geschreven door Joe d'Amato. De hoofdrol werd vertolkt door Miles O'Keeff.

## Verhaal
Akronas ontdekt tijdens zijn onderzoek de geometrische Nucleus, een apparaat met ongelooflijke krachten dat kan dienen als een verschrikkelijk wapen. Hij beseft dat de Nucleus niet in verkeerde handen mag vallen. Wanneer hij ontdekt dat de kwaadaardige Zor en zijn leger het kasteel naderen, vraagt hij zijn dochter Mila om zijn voormalige student Ator terug te halen om te helpen Zor te verslaan. Mila verlaat het kasteel, dat al snel wordt overgenomen door Zor.
Mila wordt door Zors soldaten achtervolgd, maar haalt het tot Ators huis. Ator kan haar wonden genezen, waarna Mila, Ator en Ators assistent Thong teruggaan naar het kasteel. Onderweg komen ze meerdere gevaren tegen waaronder kannibalen en een groep die hen wil offeren aan hun god.
Terug in het kasteel maakt Ator een hangglider waarmee hij het kasteel kan binnendringen. Hij verslaat de meeste van Zors troepen en bevecht vervolgens Zor zelf. Zor wordt verslagen en gedood door Thong.
Aan het eind van de film geeft Akronas de Nucleus aan Ator.

## Rolverdeling
| Acteur           | Personage     | Opmerkingen             |
| ---------------- | ------------- | ----------------------- |
| Miles O'Keeffe   | Ator          |                         |
| Lisa Foster      | Mila          |                         |
| David Brandon    | Zor           | als David Cain Haughton |
| Charles Borromel | Akronas       |                         |
| Kiro Wehara      | Thong         | als Chen Wong           |
| Robert Black     | High Priest   |                         |
| Donald Hodson    | Village Elder |                         |

## Achtergrond
De film is het vervolg op Ator l'invincible uit 1982. In 1986 kreeg de film zelf een vervolg getiteld Iron Warrior. De films werden alle drie gemaakt om in te spelen op het succes van de Conan-films met in de hoofdrol Arnold Schwarzenegger.
Ator l'invincibile 2 deed het echter niet goed in de bioscopen. Vooral het gebrek aan een sterke plot was een punt van kritiek. De film had te kampen met continuïteitsproblemen, eendimensionale personages en gestolen geluidseffecten.
De film werd onder zijn Engelse titel “Cave Dwellers” bespot in de televisieserie Mystery Science Theater 3000. Acteur Miles O'Keefe, die in de film de hoofdrol speelde, was behoorlijk geamuseerd door de manier waarop de film bespot werd, en vroeg de MST3K-producers zelfs persoonlijk om een kopie van de aflevering. De aflevering zelf is verkrijgbaar op VHS en dvd.